# Remetinec (żupania zagrzebska)
Remetinec – wieś w Chorwacji, w żupanii zagrzebskiej, w gminie Gradec. W 2011 roku liczyła 67 mieszkańców.